# Jagdgeschwader 134
La Jagdgeschwader 134  (JG 134) (134e escadron de chasseurs), surnommée Horst Wessel, est une unité de chasseurs de la Luftwaffe pendant la Seconde Guerre mondiale.
Active de 1936 à 1938, l'unité était affectée aux missions visant à assurer la supériorité aérienne de l'Allemagne dans le ciel de l'Europe.

## Origine du surnom
L'unité fut baptisée en l’honneur de Horst Wessel, martyr de la cause nazie.
Du 4 janvier 1936 au 8 mai 1945, le nom Horst Wessel a toujours été porté par une unité de la Luftwaffe même après la dissolution de celle-ci. 
Les unités ayant porté le nom Horst Wessel sont successivement :
| Nom                     | Début             | Fin               |
| ----------------------- | ----------------- | ----------------- |
| Jagdgeschwader 134      | 4 janvier 1936    | 1er novembre 1938 |
| Jagdgeschwader 142      | 1er novembre 1938 | 1er janvier 1939  |
| Zerstörergeschwader 142 | 1er janvier 1939  | 1er mai 1939      |
| Zerstörergeschwader 26  | 1er mai 1939      | Juillet 1944      |
| Jagdgeschwader 6        | Juillet 1944      | 8 mai 1945        |

## Opérations
Le JG 134 opère sur des chasseurs :
- Heinkel He 51 uniquement pour le III./JG 134
- Arado Ar 65 et Ar 68A
- Messerschmitt Bf 109B, D et E.

## Organisation

### Stab. Gruppe
Formé le 1er avril 1936 à Dortmund équipé de chasseurs Arado Ar 65 et Ar 68A.

Le 1er novembre 1938, le Stab./JG 134 est renommé Stab/JG 142.

Geschwaderkommodore (commandant de l'escadron) :
| Début          | Fin               | Grade          | Nom                          |
| -------------- | ----------------- | -------------- | ---------------------------- |
| 1er avril 1936 | 1er novembre 1938 | Oberstleutnant | Kurt-Bertram von Döring (en) |

### I. Gruppe
Formé le 1er avril 1936 à Dortmund équipé de Arado Ar 65 et Ar 68A avec :
- Stab I./JG 134 nouvellement créé
- 1./JG 134 nouvellement créé
- 2./JG 134 nouvellement créé
- 3./JG 134 nouvellement créé

Le 1er novembre 1938, le I./JG 134 est renommé I./JG 142 :
- Stab I./JG 134 devient Stab I./JG 142
- 1./JG 134 devient 1./JG 142
- 2./JG 134 devient 2./JG 142
- 3./JG 134 devient 3./JG 142

Reformé le 1er novembre 1938 à Vienne-Aspern à partir du I./JG 138 :
- Stab I./JG 134 à partir du Stab I./JG 138
- 1./JG 134 à partir du 1./JG 138
- 2./JG 134 à partir du 2./JG 138
- 3./JG 134 à partir du 3./JG 138

Le 1er mai 1939, le I./JG 134 est renommé I./JG 76 :
- Stab I./JG 134 devient Stab I./JG 76
- 1./JG 134 devient 1./JG 76
- 2./JG 134 devient 2./JG 76
- 3./JG 134 devient 3./JG 76

Gruppenkommandeure (commandant de groupe) :
| Début             | Fin               | Grade          | Nom                           |
| ----------------- | ----------------- | -------------- | ----------------------------- |
| 1er avril 1936    | Mars 1937         | Major          | Josef Kammhuber               |
| Mars 1937         | Septembre 1938    | Major          | Walter Grabmann               |
| Septembre 1938    | 1er novembre 1938 | Oberstleutnant | Hermann Frommherz (en)        |
| 1er novembre 1938 | 1er mai 1939      | Hauptmann      | Wilfried von Müller-Rienzburg |

### II. Gruppe
Formé le 15 mars 1936 à Werl équipés de chasseurs Arado Ar 65 et Ar 68E avec :
- Stab II./JG 134 nouvellement créé
- 4./JG 134 nouvellement créé
- 5./JG 134 nouvellement créé
- 6./JG 134 nouvellement créé

Le 1er novembre 1938, le II./JG 134 est renommé II./JG 142 :
- Stab II./JG 134 devient Stab II./JG 142
- 4./JG 134 devient 4./JG 142
- 5./JG 134 devient 5./JG 142
- 6./JG 134 devient 6./JG 142

Gruppenkommandeure :
| Début         | Fin               | Grade | Nom                  |
| ------------- | ----------------- | ----- | -------------------- |
| 15 mars 1936  | Novembre 1937     | Major | Theo Osterkamp       |
| Novembre 1937 | 1er novembre 1938 | Major | Friedrich Vollbracht |

### III. Gruppe
Formé le 4 janvier 1936 à Döberitz  avec :
- Stab III./JG 134 nouvellement créé
- 7./JG 134 nouvellement créé
- 8./JG 134 nouvellement créé
- 9./JG 134 nouvellement créé (le 15 mars 1936)

Le 1er avril 1937, le III./JG 134 est renommé I./LG Greifswald :
- Stab III./JG 134 devient Stab II./LG Greifswald
- 7./JG 134 devient 1./LG Greifswald
- 8./JG 134 devient 2./LG Greifswald
- 9./JG 134 devient 3./LG Greifswald

Gruppenkommandeure :
| Début          | Fin            | Grade     | Nom               |
| -------------- | -------------- | --------- | ----------------- |
| 4 janvier 1936 | 1er avril 1937 | Hauptmann | Oskar Dinort (en) |

### IV. Gruppe
Formé le 1er juillet 1938 (formation complète le 1er août 1938) à Dortmund avec :
- Stab IV./JG 134 nouvellement créé
- 10./JG 134 nouvellement créé
- 11./JG 134 nouvellement créé
- 12./JG 134 nouvellement créé

Le 1er novembre 1938, le IV./JG 134 est renommé III./JG 142 :
- Stab IV./JG 134 devient Stab III./JG 142
- 10./JG 134 devient 7./JG 142
- 11./JG 134 devient 8./JG 142
- 12./JG 134 devient 9./JG 142

Gruppenkommandeure :
| Début            | Fin               | Grade     | Nom             |
| ---------------- | ----------------- | --------- | --------------- |
| 1er juillet 1938 | 1er novembre 1938 | Hauptmann | Johannes Schalk |